# نضال بدر
نضال ميرزا عبد الله بدر (13 سبتمبر 1976) ممثل ومخرج بحريني يعرف باسم نضال بدر، ولد في البحرين تخرج من معهد البحرين عام 1997. حصل على شهادة الدبلوم في الهندسة الكهربائية. ثم التحق بشركة نفط البحرين (بابكو) عام 1998 وعمل فيها بوظيفة فني كهربائي. أصبح لاحقا رئيسا لنادي السينما البحريني وعضو مجلس إدارته، شارك في مسرحية (الخفاش)عام 1997، وقام بإخراج وتأليف الفيلم القصير (بلوتوث) عام 2008.

## أعماله الفنية

### في المسرح
- مسرحية (الخفاش) من إخراج أحمد الصايغ - سبتمبر 1997.
- مسرحية (أحلام هبة الله) من إخراج سالم سلطان - يوليو 1998 .
- مسرحية (نجمة على الأرض) من إخراج أحمد الصايغ – أغسطس 1998.
- مسرحية (البرزخ) من إخراج إسحاق عبد الله - أغسطس 1999.
- مسرحية (الطائرة الورقية) من إخراج إسحاق عبد الله - أغسطس 2000 (إضاءة)
- مسرحية (محتار في المعهد) من إخراج عباس السماك - سبتمبر 2000.
- مسرحية (موظف قطاع خاص) من إخراج حسن العصفور 2001 (ممثل ومساعد مخرج).
- مسرحية (الطفل يرسم تلاً) من إخراج عبد الله الدوسري - أغسطس 2001 (ممثل).
- مسرحية (وطن ومواطن) من إخراج إسحاق عبد الله سبتمبر 2002 (ممثل ومساعد مخرج ومؤلف أغنية).
- مسرحية (كليلة ودمنة) من إخراج أحمد الصائغ - فبراير 2003.
- مسرحية (الثقة القاتلة) من إخراج نضال بدر – نوفمبر 2002 (ممثل ومؤلف ومخرج).
- مسرحية (المعاقون) تأليف وإخراج حسين العصفور - أكتوبر 2004 (إضاءة).

### في التمثيل
- مسلسل (السديم) من إخراج أحمد يعقوب المقلة - 2002 .
- مسلسل (الكلمة الطيبة) من إخراج جمال الشوملي - 2002.
- مسلسل (بقايا رماد) من إخراج جمال الشوملي - 2003 .
- مسلسل (عويشة) من إخراج عبد الله يوسف – 2003 - 2004 .

كما شارك بورشة تأهيل الممثل للأستاذة كلثوم أمين سنة 2002 وورشة مسرح الشارع للأستاذة كلثوم أمين سنة 2004.